# フォルクスワーゲン・タイプ1
タイプ1（英語: Type 1）は、ドイツの自動車メーカーであるフォルクスワーゲンによって製造された小型自動車。その形から「ビートル」(Beetle) や、「カブトムシ」の通称でも知られる。
1938年の生産開始以来、2003年まで半世紀以上も生産が続き、国際的な自動車市場で多大な成功を収めた。累計生産台数は2,152万9,464台という、驚異的な記録を打ち立てた伝説的大衆車である。

## 概要
卓越した自動車設計者のフェルディナント・ポルシェによって、1920年代以来長年にわたり希求されていた高性能小型大衆車のプランが、1933年にドイツ首相に就任した国民社会主義ドイツ労働者党（ナチ党）党首アドルフ・ヒトラーの大衆政策と結びつくことで開発が実現した。1930年代当時としては最も先進的な小型乗用車であり、長年にわたって世界的な自動車市場の第一線で競争力を維持してきた。
1938年に量産型のプロトタイプが完成し、生産体制の整備が始められたが、ヒトラーの野心による第二次世界大戦勃発で民生用量産は実現せず頓挫、1941年より若干が主として軍人や要人向けに納車された以外、コンポーネンツは軍用車両の生産に利用された。さらに大戦末期までに英米空軍による戦略爆撃によって工場その他は壊滅した。ヒトラーに翻弄された生い立ちの自動車といえる。
1945年5月のナチス・ドイツの降伏後、フォルクスワーゲン工場を管理する立場に立ったイギリス軍将校のアイヴァン・ハーストの尽力により工場を復旧、1945年中に本格生産開始に漕ぎ着けた。さらに、元オペル幹部であったハインリヒ・ノルトホフが最高経営者に就任し、彼の経営手腕によって西ドイツ国内はもとより、アメリカ合衆国をはじめとする国外への輸出でも1950 - 1970年代にかけて大きな成功を収め、おびただしい外貨獲得によって、戦後の西ドイツ経済の復興に大きく貢献した。
1938年から2003年まで、累計2152万9464台が生産された。これは、四輪乗用車の歴史における単一モデルの最多量産記録であり、輸送用機器全体においてもホンダ・スーパーカブ（2017年10月現在で1億台以上）に次ぐ台数である。
ドイツ本国でセダンの生産が終了した1978年に主力生産品としての第一線からは退き、排気ガス規制の強化が進んだアメリカなどの一部地域では車両登録不可などの不遇にも見舞われたが、現在に至るまで世界的な人気は高い。
1998年には、タイプ1のデザインをモチーフとした新型車「ニュービートル」が、2011年にはその後継モデル「ザ・ビートル」が発売されたが、2019年までに生産を終了し、タイプ1から通算して約80年の歴史に幕を下ろすこととなった。

### 車名
多くのバリエーションがあり、その多様性から一語で指し示す用語として英語の「Type 1」という型式名や「ビートル」などの愛称が用いられる。時代ごとの正式車名は「フォルクスワーゲン1200」、「フォルクスワーゲン1300」、「フォルクスワーゲン1303S」、「フォルクスワーゲン1303LS」などで、固有名称は与えられていなかった。
｢Type 1｣、ドイツ語では｢Typ-1（テュープ・アインス）｣はフォルクスワーゲン社内の生産型式番号で単に「1型」という意味であり、フォルクスワーゲン社の1号車であることを表している。
そのカブトムシのような形からドイツでは「ケーファー（Käfer＝カナブンやカブトムシなどの甲虫類）」という愛称で親しまれた。「ケーファー」という呼称はヨーゼフ・ガンツが1930年代初頭に設計した「Mai Käfer」に使われたのが最初と思われ、当時の流線型の車に対する呼称としては珍しくなかったが、なかでもフォルクスワーゲンだけが後世まで大成功を収めたために、「ケーファー」はフォルクスワーゲンを指す愛称となっている。
英語圏では、「ビートル（Beetle）」「バグ（Bug）」などと呼ばれ、ブラジルなどでは「フスカ」（Fusca=南米産の大ゴキブリ）と呼ばれ、タイでは「タオ」（亀）の愛称で呼ばれる。日本では英語の「ビートル」の他に「カブトムシ」や、メーカーではなく本車種を指して「フォルクスワーゲン」、さらには単に「ワーゲン」と呼ばれることもある。
1960年代後半の頃からカタログの表紙に「Käfer」、「Beetle」、「かぶと虫」など、各国の言語で表記されるようになったが、これらはあくまでも愛称であった。しかし、フォルクスワーゲン社は北米市場において1970年登場の1302を「スーパービートル」、従来型を「スタンダードビートル」と明記し、「ビートル」を初めて正式車名に用いた。

## 歴史

### ヒトラーとポルシェ

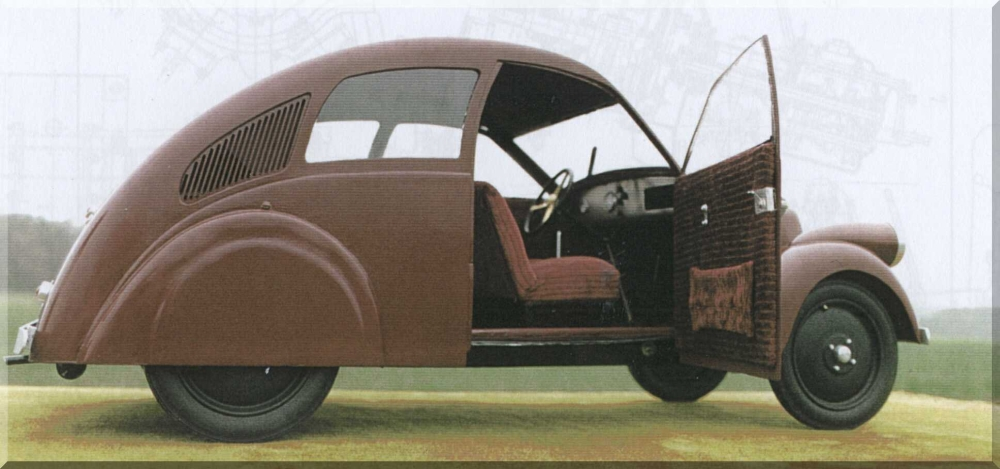
ポルシェが開発した試作車の一つポルシェ・タイプ12（1931年）。ヒトラーとの邂逅以前にポルシェが量産化に失敗した事例である

フォルクスワーゲン・タイプ1となる自動車の開発は、1933年にドイツ首相に就任したアドルフ・ヒトラーが、ベルリン自動車ショーの席上でアウトバーン建設と国民車構想の計画を打ち出したところに始まる。当時、未だ高価だった自動車を「国民全員が所有できるようにする」というプランは、ヒトラー率いる国家社会主義ドイツ労働者党（ナチス党）が大衆の支持を得るのに絶好の計画であった。
ヒトラーは、後にスポーツカーメーカーであるポルシェ社を創業するフェルディナント・ポルシェに国民車の設計を依頼した。ポルシェはダイムラー・ベンツ出身の優れた自動車技術者で、退社後の1931年からはシュトゥットガルトに自身の経営する「ポルシェ設計事務所」を構え、自動車メーカーからの設計請負業務を行っていた。その過程で、ナチスの支援していたアウトウニオン・レーシングカー（いわゆるPヴァーゲン、1933年）の設計にも携わった。
ポルシェ自身、生涯に開発したい車として「高性能レーシングカー」「農業用トラクター」「優秀な小型大衆車」を挙げていた。そして強豪レーシングカー開発と並行しながら、1920年代以来在籍していたダイムラー・ベンツでの社内開発提案を皮切りに、独立後の1932年のツェンダップ、1933年のNSUといった自動車メーカーとの提携など、機会を得ては「フォルクスワーゲンの原型」と言うべきリアエンジン方式の小型車開発に取り組んだ。だがその度に、企画立案時点もしくはようやく試作車を開発した段階で、予算不足や不景気、提携メーカーの弱腰などによって、いずれも計画を頓挫させ続けていた。それだけにヒトラーの提案は、ポルシェにとって渡りに船というべきものであった。
運転こそしなかったが自動車に乗ることが好きで、メルセデス・ベンツとタトラを好んだカーマニアのヒトラーは、ポルシェに国民車の条件として、以下のような厳しい要項を提示した。
- 頑丈で長期間大きな修繕を必要とせず、維持費が低廉であること
- 標準的な家族である大人2人と子供3人が乗車可能なこと（すなわち、成人であれば4人乗車可能な仕様である）
- 連続巡航速度100 km/h以上[注釈 1]
- 7 Lの燃料で100 kmの走行が可能である（＝1 Lあたりの燃費が14.3 km以上である）こと
- 空冷エンジンの採用[注釈 2]
- 流線型ボディの採用[注釈 3]。

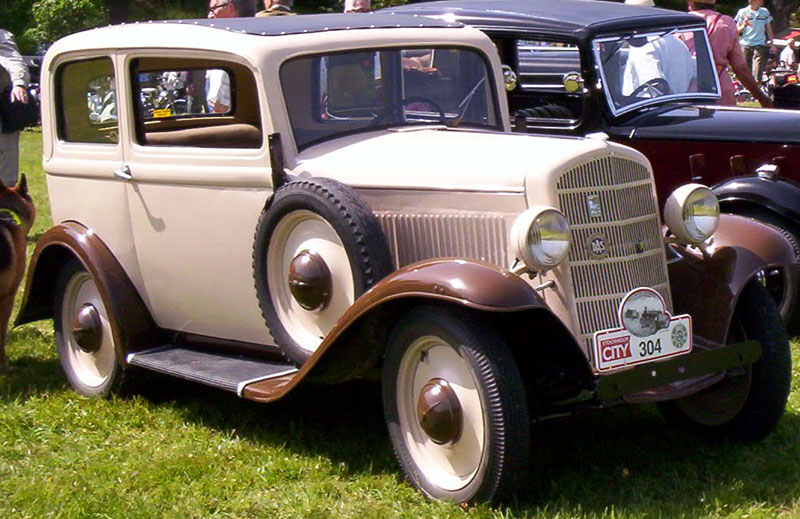
オペルP4 (1935 - 1937年)。当時のドイツにおける最廉価級セダンであったが、内外ともに在来モデルの改良に留まる旧世代車。ベルリンモーターショーでオペルの社長から「我が社のフォルクスワーゲンです！」とP4を紹介されたヒトラーは、冷ややかにこれを無視したという

これらの条件は、もとよりポルシェの目指していた国民車コンセプトに多く合致していたが、ヒトラーがポルシェに強調したのは「この条件を満たしながら、1,000マルク以下で販売できる自動車を作ること」であった。
ヒトラー自身も課題の厳しさは承知していたようだが、当時のドイツ製1,000 cc級4人乗り小型乗用車で、大量生産による低価格化を実現した代表例のオペル「P4」ですら、定価1,450マルクに抑えるのが精一杯だったことを考えれば、販売価格1,000マルクで必要とされる性能の自動車を開発することは極めて困難な課題であった。しかも、水冷サイドバルブエンジンをフロントに積む「P4」は、前後とも固定車軸の旧式設計でスタイルも前時代的な箱形であり、最高速度は90 km/h以下で、ヒトラーの要求するような性能水準には達していなかった。
ドイツの各自動車メーカーが政府統制によって結成した団体「ドイツ帝国自動車産業連盟」（RDA）は、1934年6月にポルシェ事務所と開発契約を結んで計画をスタートさせた。ポルシェは、決して潤沢とはいえない開発予算の中で、1930年代初頭から幾度となく試作されては頓挫してきた小型大衆車の開発経験を活かして開発を進めた。

### 開発課程と完成、生産の頓挫

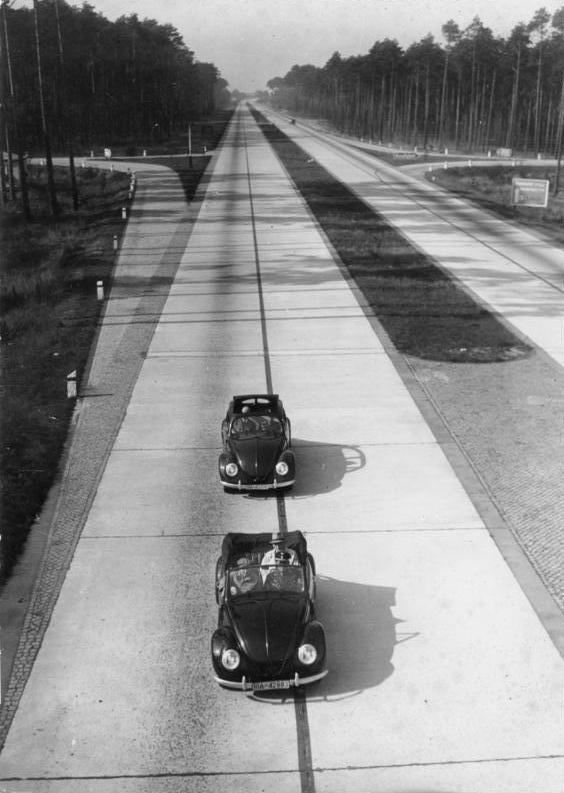
第二次大戦期のアウトバーンを走行する2台のKdFワーゲン。1938年から1939年にかけ試作されたVW38と見られる。1943年撮影

しかしフォルクスワーゲンの開発は難航した。計画からは大幅に遅れが生じ、ポルシェの責任を問う声も上がったが、ヒトラーの庇護で開発は続行された。
契約を結んでから1年後の1935年、ようやくプロトタイプ2台（V1、V2）の製作が完了。1936年には3台（V3シリーズ）が完成し、1937年には計30台のプロトタイプ（W30シリーズ）がダイムラー・ベンツで製作された。ナチス親衛隊（SS）隊員から運転免許保有者たちが選抜され、彼らによる過酷なテストドライブを受けることで、プロトタイプの弱点が洗い出され、強化された。
また、生産工場の建設計画についても多くがポルシェに委ねられたことから、開発期間にポルシェは2度にわたってアメリカ合衆国を訪れ、大衆車の廉価な大量生産のノウハウを得るためにフォード・モーターなど大手自動車メーカー各社の工場を、現場の生産体制に至るまで詳細に視察した。
この時、ポルシェは自動車量産の始祖とも言えるヘンリー・フォードとも直に会談している。フォード個人は熱烈な反ユダヤ主義者であり、彼が1920年代に著述した反ユダヤ宣伝の著作はヒトラーにも影響を与えたほどであった。そしてフォード自身、第二次世界大戦の開戦以前にはヒトラーのドイツでのユダヤ人弾圧活動に強いシンパシーを抱いていた。従ってヒトラーによって派遣されたポルシェにも協力的であり、また自社傘下のドイツ・フォードと競合する可能性をはらむにもかかわらず、ドイツでの大衆自動車量産の企画には大いに理解を示した。しかし、ポルシェの示したフォルクスワーゲンの先鋭的な設計コンセプトについては、持ち前の保守性から評価しなかったという。1908年にモデルTを開発してからのフォードは、量産V型8気筒エンジンの開発（1932年発表）以外では徹底して保守的な設計に偏重した。その結果、フォード車の設計は少なくとも1948年まで、アメリカの大手自動車メーカーの中では最も旧弊なままであった。
1938年にはプロトタイプV303のセダンとサンルーフとカブリオレが完成し、後年までよく知られるフォルクスワーゲンのスタイルが確定した。

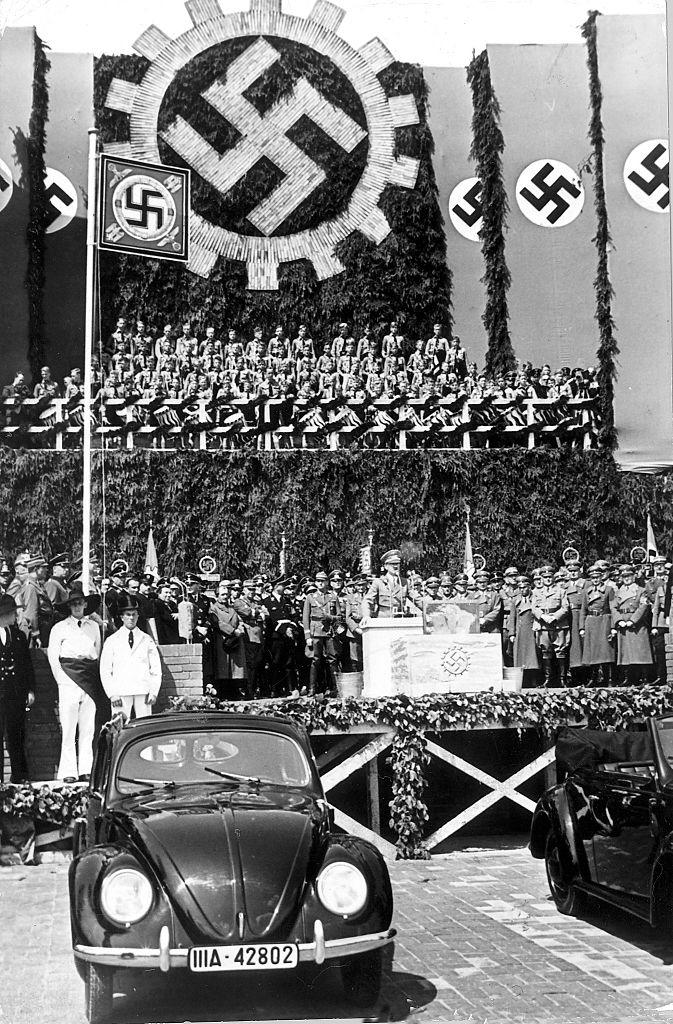
プロトタイプV303のお披露目の様子。完成・量産版のタイプ1に大きく近づいた。

同年5月、ブラウンシュヴァイク付近で製造工場の定礎が行われ、その会場でヒトラー立ち会いの下、ポルシェによってプロトタイプV303が披露された。上機嫌で賞賛と国民車普及の演説を打ったヒトラーは、その場で生産型の車名を『KdF-Wagen（歓喜力行団の車）』と命名した。工場周囲に設けられる計画都市もKdFシュタット（「歓喜力行団の車市」、Stadt des KdF-Wagens、KdF-Stadt、現在のヴォルフスブルク）と名付けられた。 
その約2か月後にはプロトタイプVW38が完成し、1939年までにおよそ35台が製作された。それまでのボディ製作はハンドビルドであったが、同年夏頃からは、実際のプレス金型によるボディパネルを使用した最終プロトタイプVW39がおよそ14台製作された。 
こうしてKdFの大量生産準備が進められることになった。KdFの販売にあたっては、国民はクーポン券による積み立てでKdF購入費用を貯蓄し、満額に達した者に車を引き渡すという計画が立てられた。
しかし、ヒトラー自身が1939年に第二次世界大戦を勃発させてしまったため、量産直前まで到達していた国民車構想は中断を余儀なくされた。KdFクーポンは販売促進のため、政府主導によって企業現場などで強制割当も図られたが、戦争とナチス政権崩壊のためクーポンは無価値な紙くずとなり、戦後、クーポン購入者たちの一部がフォルクスワーゲン相手に訴訟を起こす事態にまで陥った。この訴訟は1960年代初頭まで長引いたが、最終的には原告に対して大幅割引価格でタイプ1を販売することで和解が図られた。
戦時体制下、KdF-Wagen製造工場は軍用仕様のキューベルワーゲンやシュビムワーゲンを主に生産するようになった。また、若干数のKdF-Wagenも軍用車両として用いられた。この工場では戦争捕虜や強制収容所への収容者が過酷な労働に従事させられた。戦後のフォルクスワーゲンにこの戦時中の強制労働の直接責任があるわけではないが、同社は歴史担当部門を設け、1998年から各種の戦争補償プログラムを行っている。

#### 模倣論争

##### タトラ模倣説

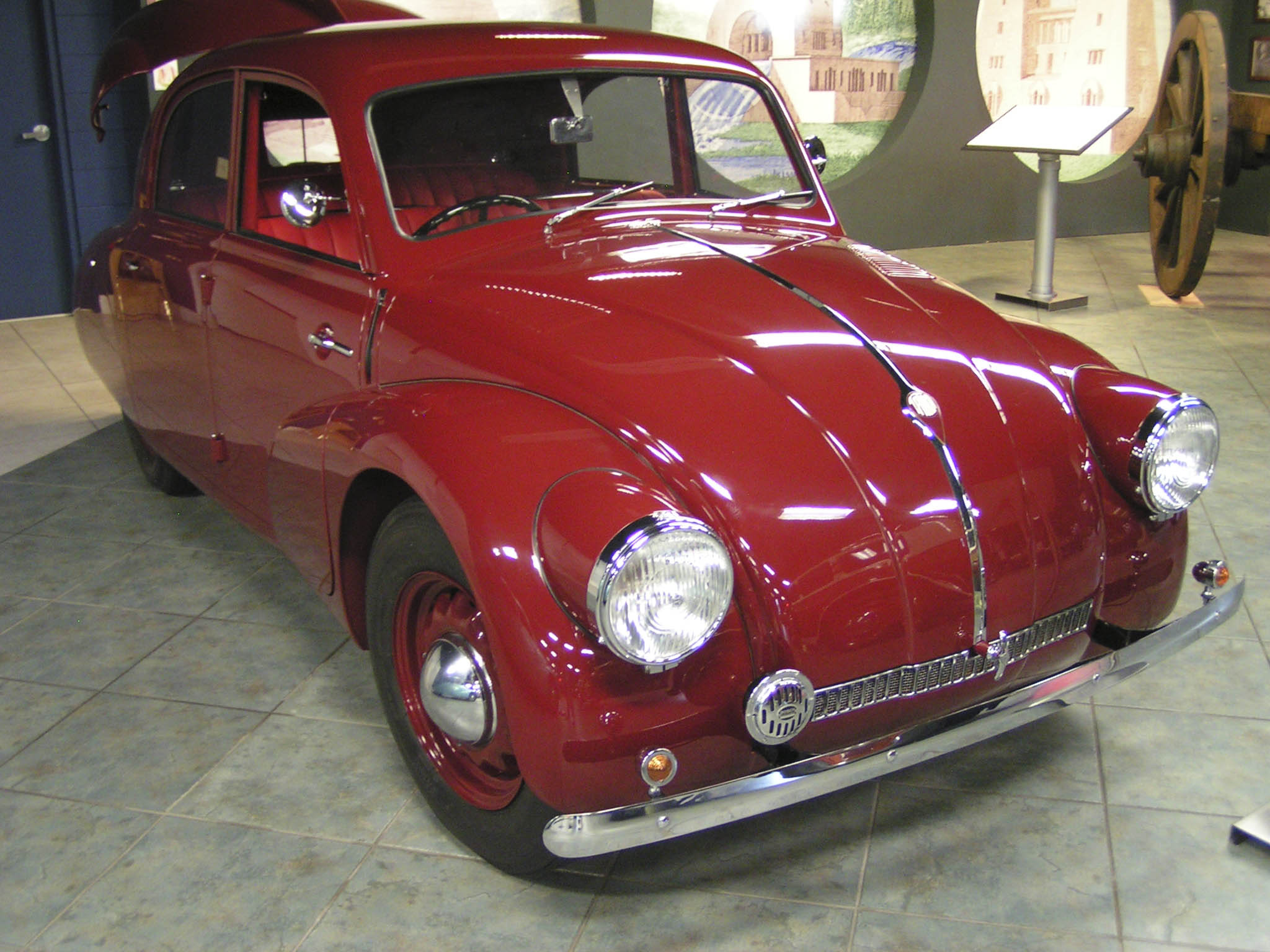
タトラ・T97

KdFに関しては、チェコのタトラのハンス・レドヴィンカが試作し、1937年から少数を生産した1.7 Lリアエンジン車「T97」との類似性が指摘されることがあり、さらには同じくタトラが1934年に発表した大型リアエンジン車「T77」、1935年の「T77A」、1936年の「T87」の影響も指摘される。
全鋼製カブトムシ型のヤーライ式流線型ボディ、空冷の水平対向エンジンもしくはV型エンジンをバックボーンフレームの後部に搭載し、四輪独立懸架とするシャーシ構造、ベルト駆動の軸流ファンによる強制空冷の冷却システムなど、類似点は多い。
戦後、タトラはフォルクスワーゲンに訴訟を提起、1961年にフォルクスワーゲンは300万ドイツマルクに及ぶ賠償金を支払っている。しかし、タイプ1の原型は1934年のNSU試作車（タイプ32）において完成を見ており、タトラへの賠償金支払は著作権侵害の賠償というよりは、ドイツによるチェコスロバキア併合と、相前後してのT97生産停止命令（わずか500台余りの生産のみで製造停止された。これはフォルクスワーゲンとの類似性・クラス近似が影響したものと言われている）への賠償を肩代わりしたものとみられる。
なお、ポルシェとレドヴィンカは交遊があり、互いのアイデアを頻繁に交換しあっていた。2人はいずれも1920年代からバックボーンフレームやスイングアクスル独立懸架、空冷エンジンなどの導入に熱心で、1931年 - 1933年頃にはほとんど並行する形で流線型ボディの空冷式小型リアエンジン試作車を開発していた。またリアエンジン流線型車を構成する個々の技術要素のほとんどは、特に2人が発明したというわけではなく、フォルクスワーゲンにおいてもポルシェ自身が考案した部分は、トーションバーを用いたダブルトレーリングアームの前輪独立懸架ぐらいである。類似した原因は、当時のトレンドであった新技術を両者が貪欲に取り入れていた結果で、一方がもう一方を単純に模倣したといえるものではない。

##### ヨーゼフ・ガンツ模倣説

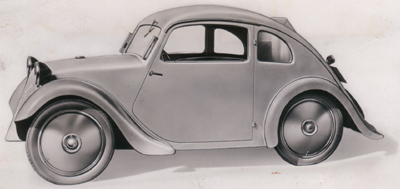
シュタンダルト・ズーペリオル

リアエンジン、独立懸架、バックボーンフレームというタイプ1を特徴付ける機構について、ヨーゼフ・ガンツ（Josef Ganz）は第二次世界大戦後、タイプ1は自身の設計の盗作であると主張した。ガンツは戦前「モトールクリティーク（Motor-Kritik）」誌の編集長も務めた技術者であり、1929年にツェンダップや1930年のアルディ (Ardie)、1931年のアドラーに同様の機構を提案していた。ガンツの設計で1932年にシュタンダルト社 (Standard Fahrzeugfabrik) が開発したズーペリオル (Superior) は1,590ライヒスマルクの国民車と宣伝され、1933年のフランクフルト・モーターショー（Frankfurt Motor Show）でこの車を見たヘルマン・ゲーリングは設計者と契約を結ぼうとした。しかし、ガンツがハンガリー系ユダヤ人であることが分かるとゲシュタポは彼を逮捕、1か月間拘留し以後の著述活動を禁じた。1934年にガンツはスイスに移住した。
ガンツは、自身が設計したアルディ車の設計図を誰かがコピーしてそれをツェンダップに渡し、ポルシェはツェンダップから入手した図面を基にビートルを設計したと推論していた。もっとも、ガンツはポルシェを尊敬しており、アイデア盗用の件はナチス党の責任であると考えていた。

### 敗戦後の復興と飛躍
1945年、第二次世界大戦は終結したもののドイツは敗戦し、KdF-Wagen工場跡は空襲で大きな被害を受けていた。この工場を管理する役目を与えられたイギリス軍将校のアイヴァン・ハーストは、「ドイツ側が（自ら）爆破したように見えた」と証言している。
資材のない戦後の混乱期であり、連合国のドイツ重工業を破壊・解体することによる無力化を志向した占領政策（モーゲンソー・プラン）も重なって、ドイツ国内のさまざまな工場や資材は、ドイツを占領下においたイギリス、アメリカ、フランス、ソビエト連邦（ソ連）の4国に収奪され、自国に持ち帰られてしまうような状況であった。しかし、当時としては極めて前衛的な設計を備えたフォルクスワーゲンは、最先端すぎるが故にその標的から免れた。
占領国からの収奪行為に最も積極的であったソ連は、最新式小型乗用車プラントの収奪対象として、在来型乗用車の延長線上にある中庸な設計のオペル・カデットを選択し（後にソ連本国で国産化されて「モスクヴィッチ」となる）、イギリスやアメリカの自動車メーカーも概して保守的設計に偏りがちな故に、フォルクスワーゲンの先進性を理解しなかった。イギリスのメーカー視察団も、フォード・モーターの新たな盟主となったヘンリー・フォード2世も、フォルクスワーゲンを検分こそしたが、特異な設計の自動車とみなして「無価値」と判断し、設計・設備の収奪はおろか、そこから何ら学ぼうともしなかった。このため1949年までには、フォルクスワーゲン工場が連合国側の接収対象から免れることが確定した。
一方、ハーストはドイツ人労働者の協力的な態度とフォルクスワーゲン車の内容に将来性を感じ、手段を尽くして工場を修復させ、自動車生産を再開させることを目論んだ。こうしてフォルクスワーゲンの本格的な量産が開始され、1945年中に早くも1,785台を生産している。
「タイプ1」などの型式が定められたのも1945年に英国占領下となってからのことである。それ以前はフォルクスワーゲン社としての型式はなく、ポルシェ社による開発番号で呼ばれることが多かった。
ハーストはイギリス軍に対し、ジープに代わる耐候性の高いスタッフカーとしてフォルクスワーゲンを用いることを提案し、1946年には1万台のタイプ1が生産された。
1947年には、オランダ向けを第一陣として国外輸出が始まった。最大の市場となったアメリカへの進出は1949年である。またその後、ドイツ系移民が多くフォルクスワーゲンが一定のシェアを持っていたブラジルの現地法人である「フォルクスワーゲン・ド・ブラジル」やメキシコでの生産も開始された。
輸出市場でもその性能とともに、進出した各国で緻密に構築された質の高いディーラーサービス網がユーザーからの信頼をより一層高めた。1955年には累計生産100万台に到達し、さらに工場の増設・新設を繰り返して、1964年には累計生産1,000万台に到達した。
さらに年々改良され、エンジンや電装の強化（1968年以降6 V電装を12 Vへ変更）、細部の形態変更などが繰り返されている。排気量は当初の1.0 Lがすぐ1.1 Lへ拡大、のち1954年からは1.2 Lとなるが、1960年代に入ると輸出モデルを中心に1.3 L、1.5 Lへの移行が進み、後期には1.6 Lも出現している。
アメリカではセカンドカーとしての需要が高かったが、特に合理性を重んじる知的階層からは「大型車へのアンチテーゼ」として愛用され、一時はデトロイトの大型車と正反対な反体制の象徴のひとつとしても扱われた。理知的なユーモアに溢れる優れた広告戦略も好評を博したが、その広告代理店がドイツ系ユダヤ人のウィリアム・バーンバック率いるDDB（ドイル・ディーン・バーンバック）であったことは、フォルクスワーゲンの生い立ちからすれば歴史の皮肉とも言える。
日本では1952年からヤナセが取り扱いを開始。「寒冷時に急な往診があっても（暖機運転必須であった当時の水冷エンジン車と違い）速やかにコールドスタートできる」「頑丈なドイツ製品」という実用性を伴ったキャラクターは開業医の間で好まれ、医師自らハンドルを握る「ドクターズカー」として使われる例が多かった。このため、昭和30年代には「お医者さんの車」として一般大衆にも知られるようになった。フォルクスワーゲンは、戦後のヤナセにおいて1960年代以降アメリカ車に代わり、長く主力商品の一つとなった。

### 改良と生産終了へ
1960年代以降、旧弊な設計のタイプ1は空間効率の悪さや、リアエンジンとスイングアクスル式独立懸架による高速走行時の不安定さ、空冷エンジンの騒音などが問題視されるようになる。しかし、フォルクスワーゲンは後継車の開発に失敗し続けて1970年前後は経営悪化で苦しみ、1974年に前輪駆動方式を採用した後継車のゴルフを世に出すまで、旧態化したビートルを主力車種としたまま、改良のみで凌ぐことになった。
1968年には、電装系がそれまでの6 Vから、当時既に一般的であった12 Vへ変更された。外観では、フロントライトが直立した形状になった。また、後輪のトレッドが拡大されたことで、高速安定性がいくぶん改善された。
1968年には、北米市場を意識した大幅な変更が行われた。衝突安全性を高めるために前後バンパーが強化され、テールライトも大型化された。また、この年より「VWオートマチック」と呼ばれるセミオートマチックのモデルが追加された。これはポルシェの「シュポルトマチック」と同じ機構であることから、フルオートマチックと区別するために通称「シュポルトマチック」と呼ばれることがある。VWオートマチックと北米向けモデルに関しては、リアがダブルジョイント式ドライブシャフトとなり、コーナリング安定性が向上した。
1970年には、1971年モデルとしてポルシェ式のトーションバー式トレーリングアームに代わり、操縦安定性を改善するストラット式サスペンションをフロントに備えた1302系が発表された。サスペンションの設計にはポルシェ社が大きく関わったとされ、その後のポルシェ・924系との共通点もみられる。リアサスペンションはVWオートマチック等と同型のダブルジョイントである。サスペンションのみが大幅近代化されながら、外観は在来型ビートルから大きな発展はなかったが、ラゲッジスペース拡大を若干ながら実現している。この系列は1973年には、フロントウインドーのカーブドグラス化、テールライトの更なる大型化などのボディ形状変更で1303系に移行し1975年まで生産された。しかし、これらストラットサスペンション系列と並んで、トーションバー式サスペンションを持つ在来モデルも継続生産された。
この間、1972年2月17日には累計生産台数が1,500万7,034台に到達し、フォード・モデルT（1908 - 1927）の1,500万7,033台という生産記録を追い抜いた。
ゴルフを始めとする1970年代の前輪駆動車へのシフトで、本国ドイツのヴォルフスブルク工場では1978年を最後に製造が終了した。ドイツ最終生産期の500台に、ヤナセが専用シートやノベルティグッズを付けグローリービートルという名の限定車を用意し、日本に運ばれる途中で全て予約完売したという逸話が残っている。
その後も、長期量産によるコストダウンで需要が高かったメキシコでは生産を継続、ブラジルでも一時生産中止していたビートルを生産再開した時期があった。これらは現地での国民車として広く用いられ、他国のマニアからも「新車のビートル」として並行輸入ルートなどで珍重された。
2003年7月30日、メキシコ工場でタイプ1の最終車両が完成し、総生産台数約2153万台を達成して生産終了となった。発表以来、基本的な設計を変えずに2000万台以上を生産した四輪乗用車は、他に存在しない。

### 派生車種
ドイツ人はオープンモデルへの志向が強く、タイプ1（ビートル）をベースにした2シーターカブリオレ（ヘブミューラー製 1949年～1953年）と、4シーターカブリオレ（カルマン製 1949年～1979年）が生産されている。
さらに、ビートルのコンポーネンツを用いた本格的なスポーツクーペとしてイタリアのギア社のデザインしたボディをドイツのカルマンで生産した「カルマンギア」（1955年、タイプ3系カルマンギアは1961年）は、洒落たスタイルで人気を博した。
ビートルのリアエンジンシャーシは応用範囲が広く、これを流用ないし強化する形で、広大な荷室を備える先進的ワンボックス車のタイプ2（1950年）や、ノッチバック、ファストバック、ワゴンを擁す幅広ポンツーン・スタイルのタイプ3（1961年）、多目的車のタイプ181（1969年）などがラインアップに加えられてきた。
またVW社外においても、エンジン・シャーシとも改造の余地が広く、しかも廉価で信頼性が高いというメリットを買われ、小メーカーの限定生産車や、アマチュアのハンドメイドカーのベースに好んで用いられた。端的な実例は、ポルシェ最初の自社市販モデルとなったポルシェ・356（1948年発表）であり、そのエンジンやサスペンションはあらかたVW・タイプ1に由来するものである。新品・中古を問わず、シャーシおよびドライブトレーンを流用して別製のボディを載せたカスタムカーや、エンジンのみを流用した各種のスペシャルが、世界各地で多数製作されたが、それらバリエーションは枚挙に暇のないほど多彩である。

## シャーシ
鋼管バックボーンフレームとフロアパンを組み合わせた頑強で低重心のプラットフォーム・フレームを備え、Y字型に分かれたシャーシ後部にギアボックスとディファレンシャルを兼ねたトランスアクスル、およびエンジンを搭載する。1930年代の自動車としては進んだ設計である。フロアシフトレバーおよび各ペダルはロッドやワイヤーによって運転席からリアの駆動系に接続されている。
サスペンションは前後とも、横置きトーションバーにてトレーリングアームが吊られる構造で、フロントはポルシェ流の上下2段式トレーリングアーム、リアはシングルトレーリングアームで吊られたジョイントレス・スイングアクスル構造である。このサスペンションと、車格の割には大径のタイヤによって悪路踏破性能は高かった。反面、ポルシェ式トレーリングアームのフロントサスペンション構造の制約で切れ角が制限され、最小回転半径は車格に対してやや大きい。
トーションバースプリングは本来バネ鋼の鍛造で一本の棒鋼として仕上げられるものであるが、1930年代当時は低コスト量産が必ずしも容易な時代でなかった。このため、同時期のシトロエン・トラクシオン・アバン（1934年発表）等が本式のトーションバーを使っていたのに対し、フォルクスワーゲンではフロントにごく細長い板バネを多数束ねることで棒状としたトーションリーフを用い、これをチューブに収めてねじり抗力のあるトーションバータイプのバネとして機能させている。
なお、原型のジョイントレス・スイングアクスルについては1960年代以降、ラルフ・ネーダーにより操縦安定性問題が指摘されるようになり、1969年モデルから主に対米輸出モデルや派生型の1302・1303系などで後輪に安定性の高いダブルジョイント・スイングアクスル（IRS = Independent Rear Suspension）が採用された。また、派生型の1302・1303系ではフロントサスペンションもトランク容量の拡大や回転半径の縮小に寄与するストラット式サスペンションへの変更が行われている。
ブレーキは初期こそメカニカル・ドラムだったが、1950年にデラックスモデルのみ油圧化され、さらに1967年モデルには前輪にディスクブレーキを採用したモデルが登場している。
このようなアップデートは図られたものの、燃料タンクの配置は一貫してフロントのボンネットフード内であった。1930年代にはフロントエンジン車でもボンネット内の燃料タンク設置は少なからずみられたが、安全性が重視されるようになった1970年代以降は必ずしも適切な搭載位置とは言えなくなった。

## エンジン

タイプ1のエンジン配置と冷却空気導入の模式図

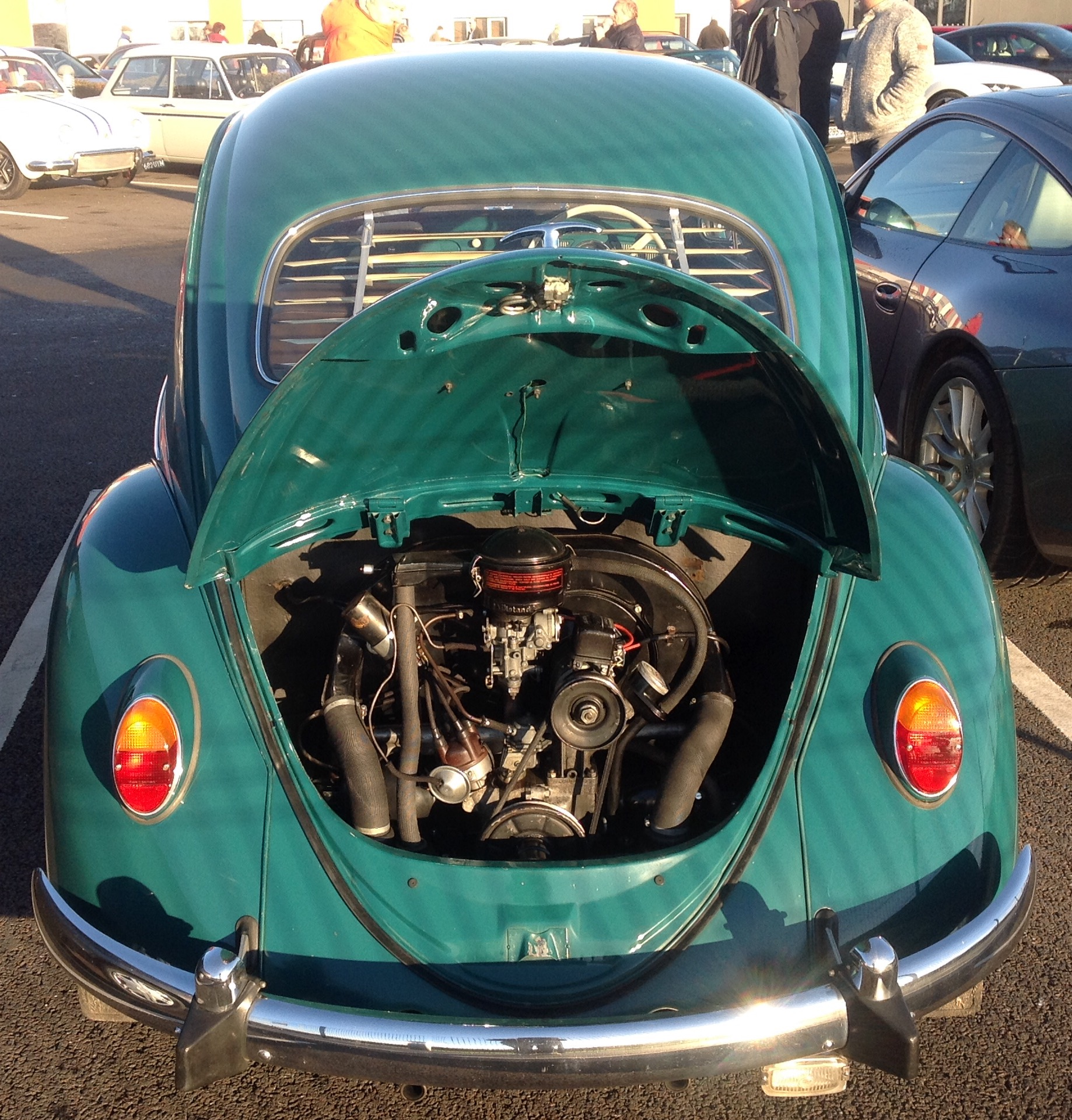
搭載された水平対向4気筒エンジン

エンジンはVW・タイプ1の大きな特徴である。軽量さと簡易性を配慮して設計された4ストローク・強制空冷水平対向4気筒OHVで、素材には軽合金を多用した。当時は不凍液の技術がまだ未熟であったため、冬に屋外に放置しても故障しないよう、空冷式を採用している。それゆえ各シリンダーは独立した構造である。車体の最後部に置かれるRR（リアエンジン、リアドライブ）構造を前提に設計され、通常は4速ギアボックスを収めたトランスアクスルと結合されて搭載される。原設計はポルシェ事務所のフランツ・ライムシュピースが手がけた。
開発過程では水平対向2気筒や、2ストロークエンジンの採用も検討されたが、排気量に応じた効率や、高回転での耐久性などを総合的に判断した結果、水平対向4気筒が採用されたものである。基本構造の完成度が高く、ビートルだけでも当初の1.0 Lから最終的に1.6 Lに至る排気量拡大などの大改良が幾度となくなされたにもかかわらず、基本レイアウトがそのまま踏襲され続けたことは特筆に値する。仮に水平対向2気筒や2ストローク方式であれば、1.6 L級までもの排気量拡大は実質不可能であった筈で、市販乗用車でもほとんど他例がない。
カムシャフトをクランクシャフトより下に配置し、吸排気ともシリンダー下側配置のプッシュロッドによってバルブを駆動する。このため燃焼室自体は吸排気バルブが同方向に揃ったバスタブ型のターンフロー式で、絶対的な燃焼効率は良くないが、生産性を重視してこのレイアウトを採用した。開発・生産着手当初は要求精度が高すぎる（工学的観点からすれば、必ずしも良いこととも言えない）エンジン設計のために、加工・組み立てにおける信頼性確保に相当な苦労があったというが、生産が軌道に乗ってからはこの高精度設計が功を奏し、優れた性能を得ることができた。
空冷エンジンではあるが、オイルクーラーを装備してオイルも積極的に冷却することで、エンジン全体の冷却効率を高めているのが特徴である。強制空冷用の冷却ファンはクランクシャフト回転の倍速で駆動され、十分な冷却性能を確保した。冷却効率向上のため、各シリンダーはシュラウド（導風板）でカバーされている。
水平対向の強制空冷エンジンゆえに「バタバタ」「バサバサ」などの擬音、もしくは「ミシンの音」と表現される大きな騒音を発したが、その代わり耐久性は抜群で、灼熱・酷寒の気候でもよく酷使に耐えた。また転がり抵抗を小さくする大径タイヤや、トップギアがオーバードライブ側に振られたギア比設定とも相まって、全開状態での連続巡航をも難なくこなした。
ただし耐久性と信頼性の代償として、ビートルのエンジンは、その排気量に対し、ほとんど常に同時代の平均より低出力であった。もっともこれは回転が上がらないためで、明らかに意図的にそう設計されたものである。倍速回転の冷却ファンが、回転数過大の場合はかえって有効に働かなくなる制約もあり、ある程度回転を抑え気味の設定が必要であった。ハイパワーを狙ったエンジンではないため、多くの場合ソレックス（ドイツ生産版）のシングルキャブレターを装備するシンプルな仕様が標準だった。
ポルシェは整備性にも重きを置いており、ビートルのエンジンルームはコンパクトだが整備に支障のないように必要充分なゆとりが確保されていた。エンジン交換も比較的容易で、1970年代などに盛んに行われたファン・ミーティングでは「エンジン脱着競争」（ル・マン式スタートの如く、車から離れたスタート地点から二人一組のチームが車に駆け寄り、エンジンを外した後、それを台車に載せてスタート地点に戻り、また車に戻ってエンジンを装着し、エンジン始動の後に車をスタート地点までバックさせてゴール。平均タイムは20分少々）が恒例行事として行われていた。

### エンジンの応用
VW空冷エンジンは、コンパクトにまとまった構造を活かしてVW自社から単体で産業用エンジンとしても販売され、発電機や車載冷凍機の駆動用途などに広く活用された（日本でもヤナセが産業用として取り扱っていた）。ハンブルクの商用車メーカーであるテンポは、1949年に発売したユニークな前輪駆動商用車マタドールの動力に産業用VWエンジンを利用したが、これは1950年発売のVW・タイプ2と真っ向から競合するモデルで、1952年にエンジン供給が打ち切られ、マタドールは以後他社のエンジンを搭載するようになっている。
廉価で軽く頑丈なため、オートバイや軽飛行機などのエンジンにも流用された。
オートバイへの流用は、ブラジルのオートバイブランド”アマゾネス”よりリリースされ、1600 ㏄エンジンを搭載した当時世界最大排気量のオートバイとして名を馳せた。しかし、アマゾネス自体の車輌信頼性の低さと高価格が災いし、このモデルのみに留まり次世代モデルが開発されなかった。少数であるが日本にも並行輸入された実績がある。
VWエンジンを使ったフォーミュラカー、Vee（1.2 Lエンジンを使用）・Super Vee（1.6 Lエンジンを使用）のシリーズも存在し、同シリーズからはニキ・ラウダがF1まで駆け上っている。

## ボディ・装備
全鋼製セミ・モノコック構造の流線型で、「カブトムシ型」といわれるヤーライ流線型ボディの典型である。ドイツではまだ木骨ボディの大衆車も多かった1930年代に、プレス鋼板による量産性や耐久性、安全性を考慮していち早く全鋼製ボディを採用したことには先見の明があった。丸みの強いボディは空気抵抗が小さいだけでなく、鋼材の節約や強度確保、それらに伴う軽量化の効果もあった。
なお、ボディ形状は2ドアセダンないしカブリオレのみで、4ドア型は特殊モデルを除いて存在しない（にもかかわらず、タクシーやパトロールカーなど、本来なら4ドア仕様が適当な用途にもしばしば用いられていた。フォルクスワーゲンは、タイプ1よりも上級のモデルとして1961年に発表したタイプ3でも、なぜか2ドアないし3ドアを踏襲し、実用性に勝る4ドアモデルを作らなかった）。リアシートへのアクセスの都合もあり、フロントシートは左右独立したセパレートタイプである。
デザインは後にポルシェ・356のオリジナルデザインも手がけたポルシェ社所属のデザイナー、エルヴィン・コメンダによるもので、「ヒトラーのデザイン」という奇妙な説が一部にあるが誤りである。類似した流線型車は1930年代のトレンドであったが、コメンダのデザインは独立式フェンダーやホイールベース間の側面ステップを残す古典性はあるものの、1930年代後期としては流麗で完成度が高かった。
長い生産期間を通じ、窓形状やフード、フェンダー、バンパーなどの形状変更は枚挙に暇がなく、これによって個体の年代識別も可能であるが、「独立フェンダーとホイールベース間のサイドステップを持つカブトムシ型」という流線型ボディの基本的なデザインモチーフは一貫して踏襲され、世界的に親しまれた。

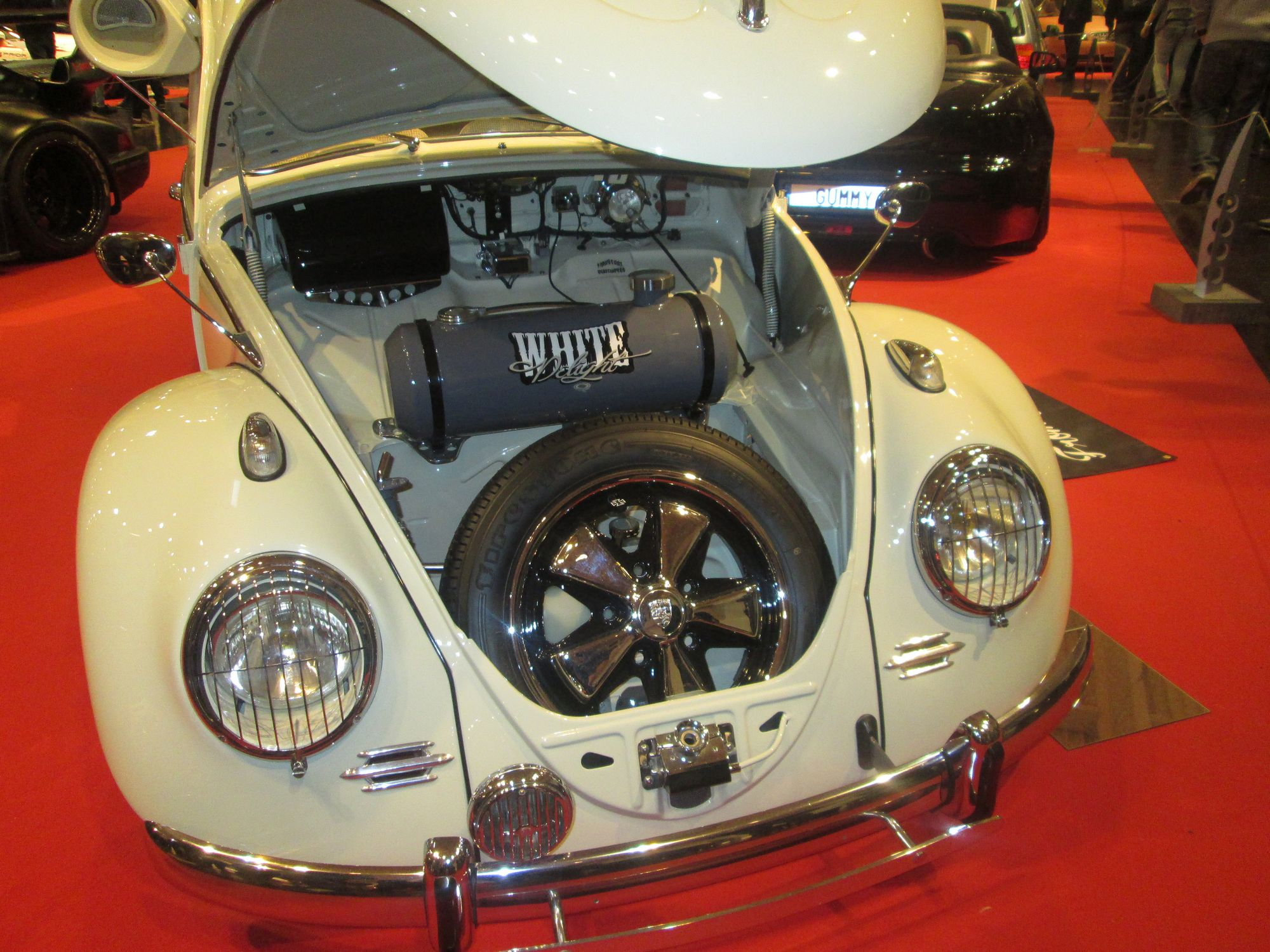
ボンネット下には広大なスペースが広がっており，スペアタイヤが一つ入る。

もっとも、ボンネット内容積・幅員が有効利用されていないなど実用面の弱点もあり、1930年代基準のデザインは、1950年代中期時点ですでに「時代遅れ」と評されていたのであるが、大きな変更もなくそのまま生産が続けられた。
その全鋼製ボディは、当時の車としては気密性も高く（窓を閉めておけば）「水に浮く車」としても有名だった。ほとんど無改造のビートルがイタリアのメッシーナ海峡を横断したり、フォルクスワーゲンの実験では、エンジンをかけたままプールに沈めたところ、9分あまりも沈まなかったという。洪水に流されたが無事だった、というエピソードもいくつかある。
スペアタイヤは通常サイズのものがフロントノーズ内に斜めに収納されているが、その空気圧は高めに設定されウインドウウォッシャーの噴射ポンプ代わりにも利用された。タイヤ空気圧が走行適正空気圧まで落ちるとウインドウウォッシャーが作動しなくなる弁が備わり、空気圧管理もできるようになっている。（もっとも経年劣化によるエア漏れが多く、後から電動ポンプ式に改装したユーザーが少なからず存在する）

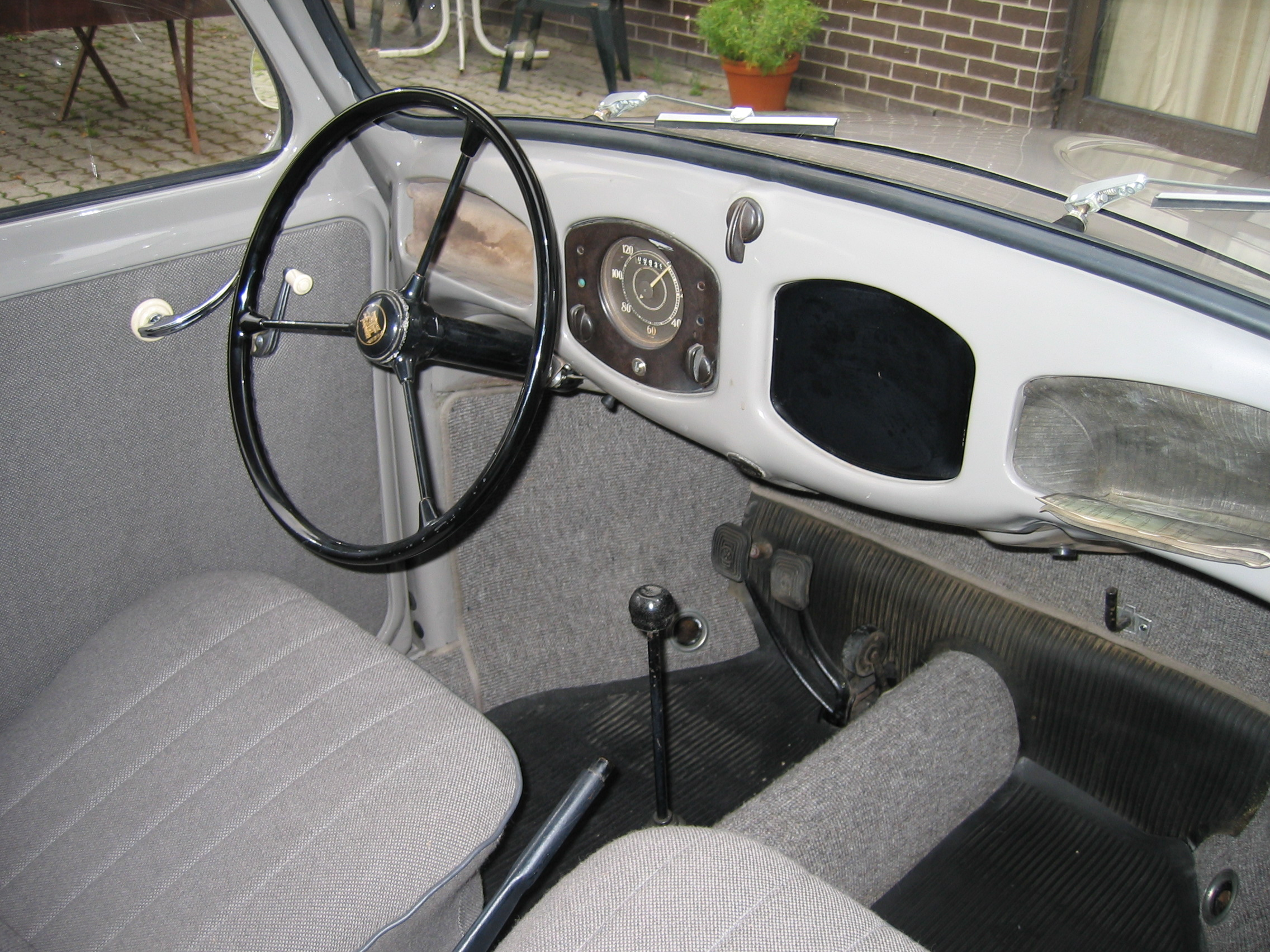
1949年式のダッシュボード。速度計、シフトノブ、サイドブレーキなど運転に必要なもの以外には何も見当たらない。助手席側に小物入れがある。

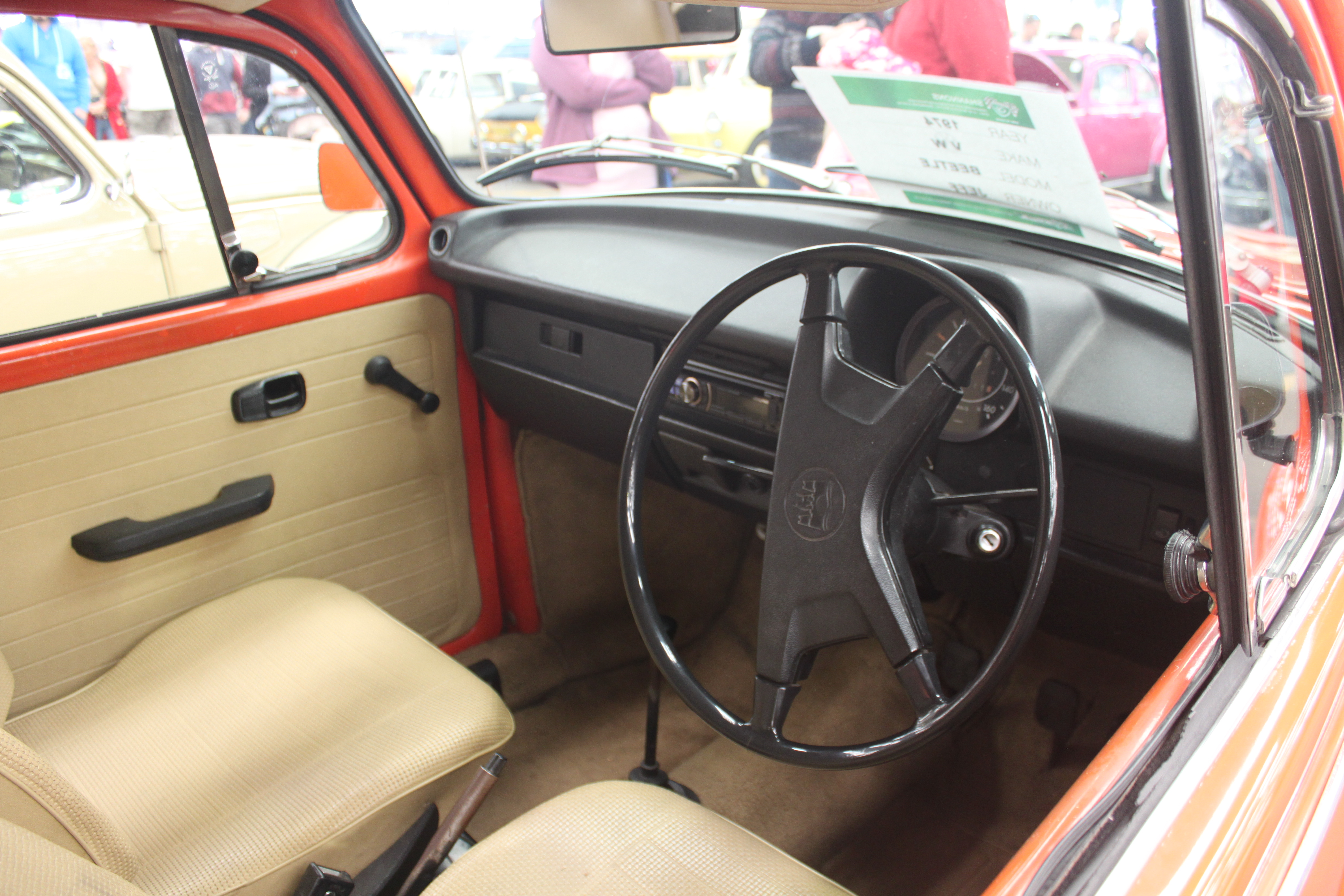
1974年式の右ハンドル仕様のダッシュボード。基本的な構成を維持しながら、カーラジオを装備するなど現代的にアレンジされている。

快適装備類は大衆車故に時代に応じた最小限ではあったが年々増強されていった。ヒーターは標準では空冷エンジン車で多用されるエンジン冷却風の単純な導入でなく、排気ガスの廃熱を熱交換器で取り入れて車内を暖める方式で、正常な状態ならガソリンや排気ガスによる臭気・空気汚染が起きない設計であり、さらに1963年モデル以降はそれまでより暖房効率を高める改良が行われている。またこれでは不足な酷寒地では、別にガソリン燃焼式の温風ヒーターを、フロントノーズ内にオプション搭載することができた。末期にはエンジンルームの空隙を利用したコンプレッサー装備でクーラーの搭載も可能になっている。
1950年代以降、カーラジオなどのオーディオ類も装備されるようになったが、ラジオに関してはドイツ本国仕様だけでもテレフンケンやブラウプンクトなど複数メーカーの製品が採用されており、アメリカ輸出仕様や日本仕様でも各国の電波法・放送局・メンテナンス事情に合わせて現地製カーラジオが搭載されるなど一様ではない。
ボディ、シャーシとも簡潔な構成で改造の余地が大きい自動車であったが、これを生かして1960年代にはバスタブボディを被せたデューン・バギーが生まれ、カリフォルニアの砂漠地帯などでファンカーとして楽しまれた。また、バギーカーレースであるカルフォルニアで行われる「バハレース」用でもビートルが活躍し、オフロード仕様に改造されたビートルを「バハ・バグ」と呼ぶようになった。別例を挙げれば「ミニ・モーク」等各社からバギーカースタイルの悪路走破を一番目的としないレジャー・カーがリリースされた。
1970年代には、キャル・ルック (California Look) と呼ばれるスタイルのカスタム・ビートルがアメリカ西海岸を中心とする若いエンスー達によって生まれた。これはドラッグレースカーのようにフロントの車高を下げ、チューンしたエンジンを搭載しながらも、ボディはシンプルにとどめたストリートスタイルである。現在においても当時の復刻アルミホイールやポルシェのホイール流用、アフターパーツとしてのボディキットなどビートルの改造スタイルの主流として多くの愛好者が存在している。

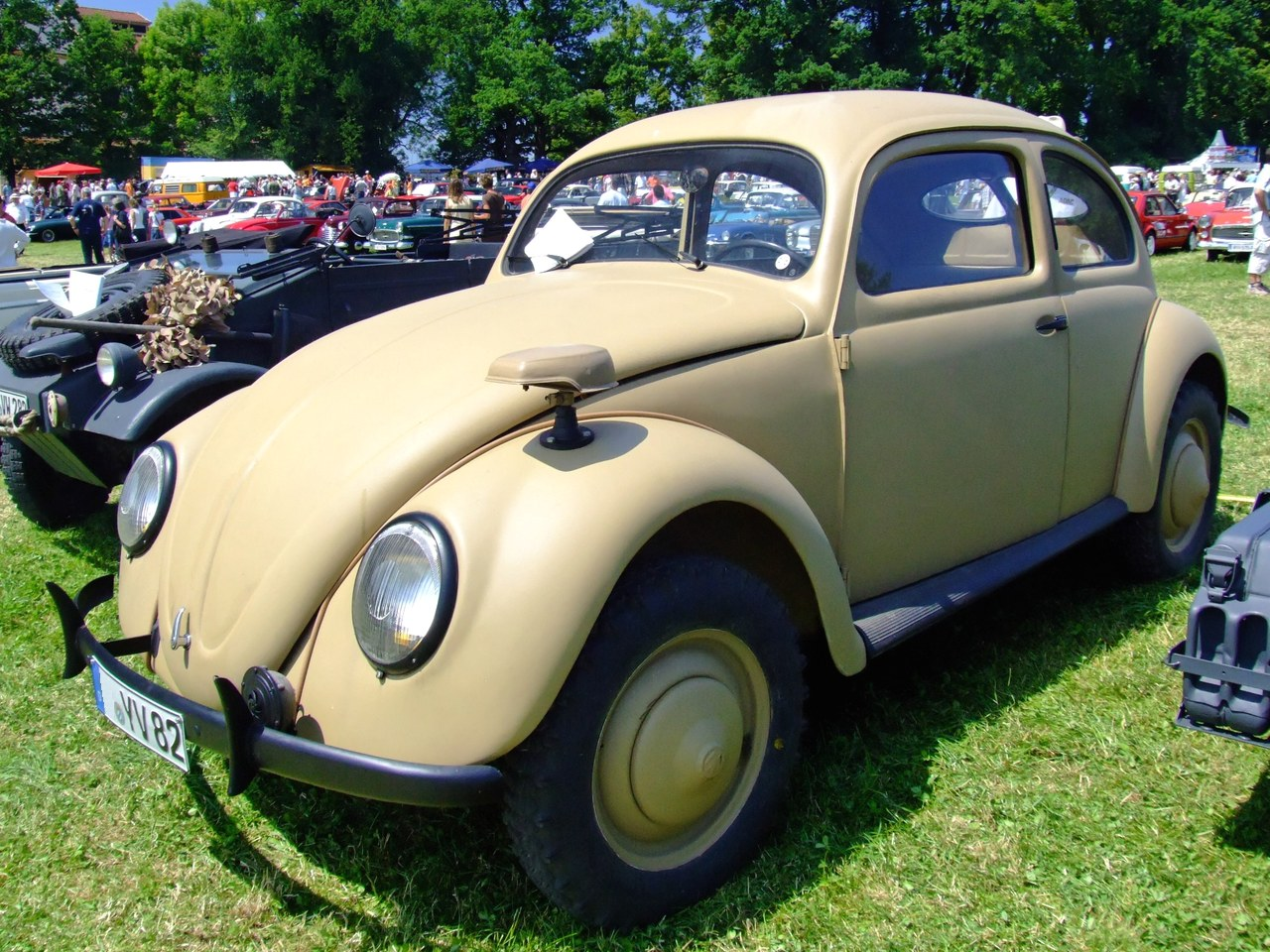
フォルクスワーゲン・タイプ82E（1941-44年）、キューベルワーゲンのシャーシにKdFのボディを載せたもの、1945年からタイプ51に名称変更。
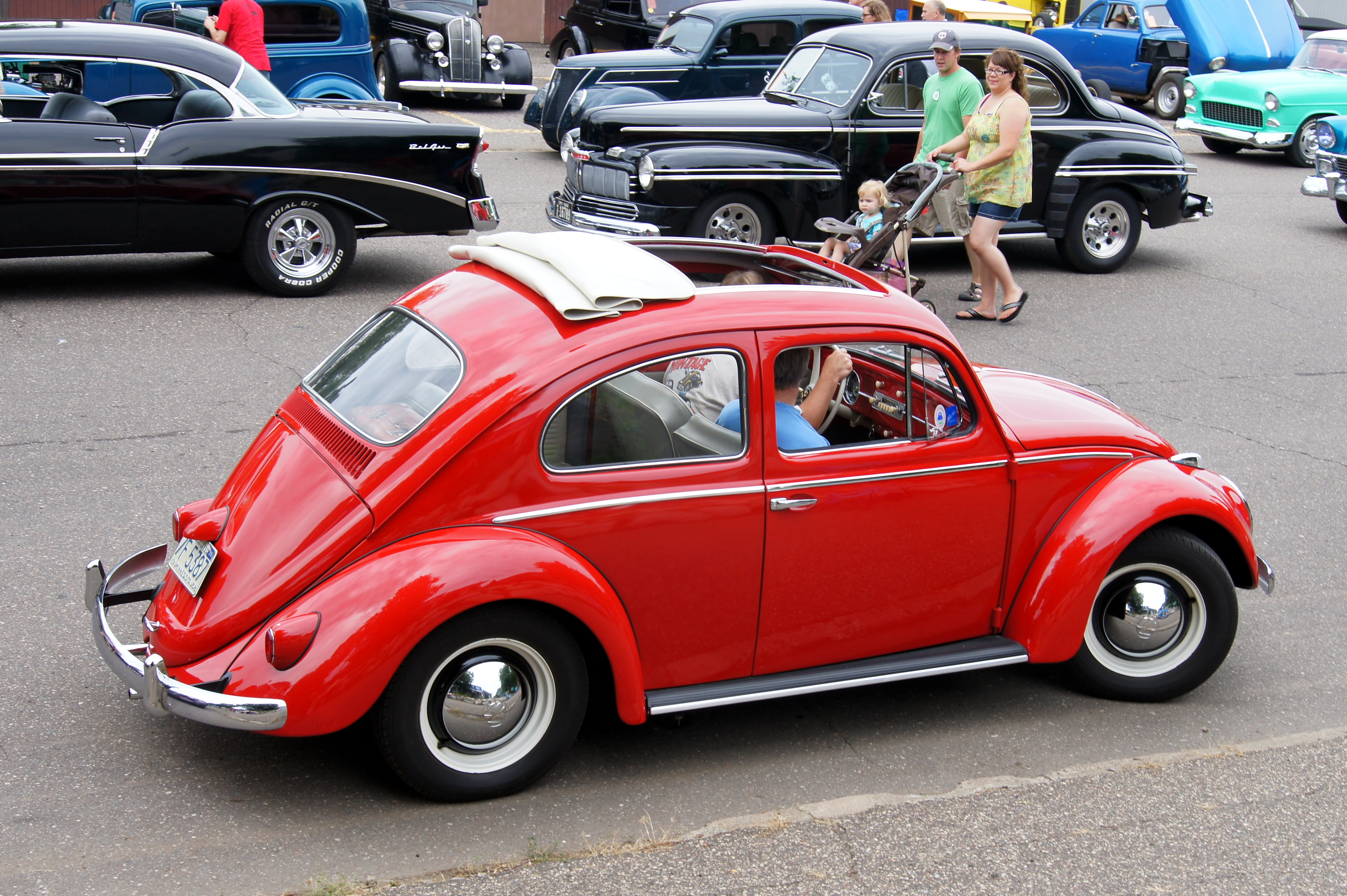
サンルーフ仕様（1959年）。
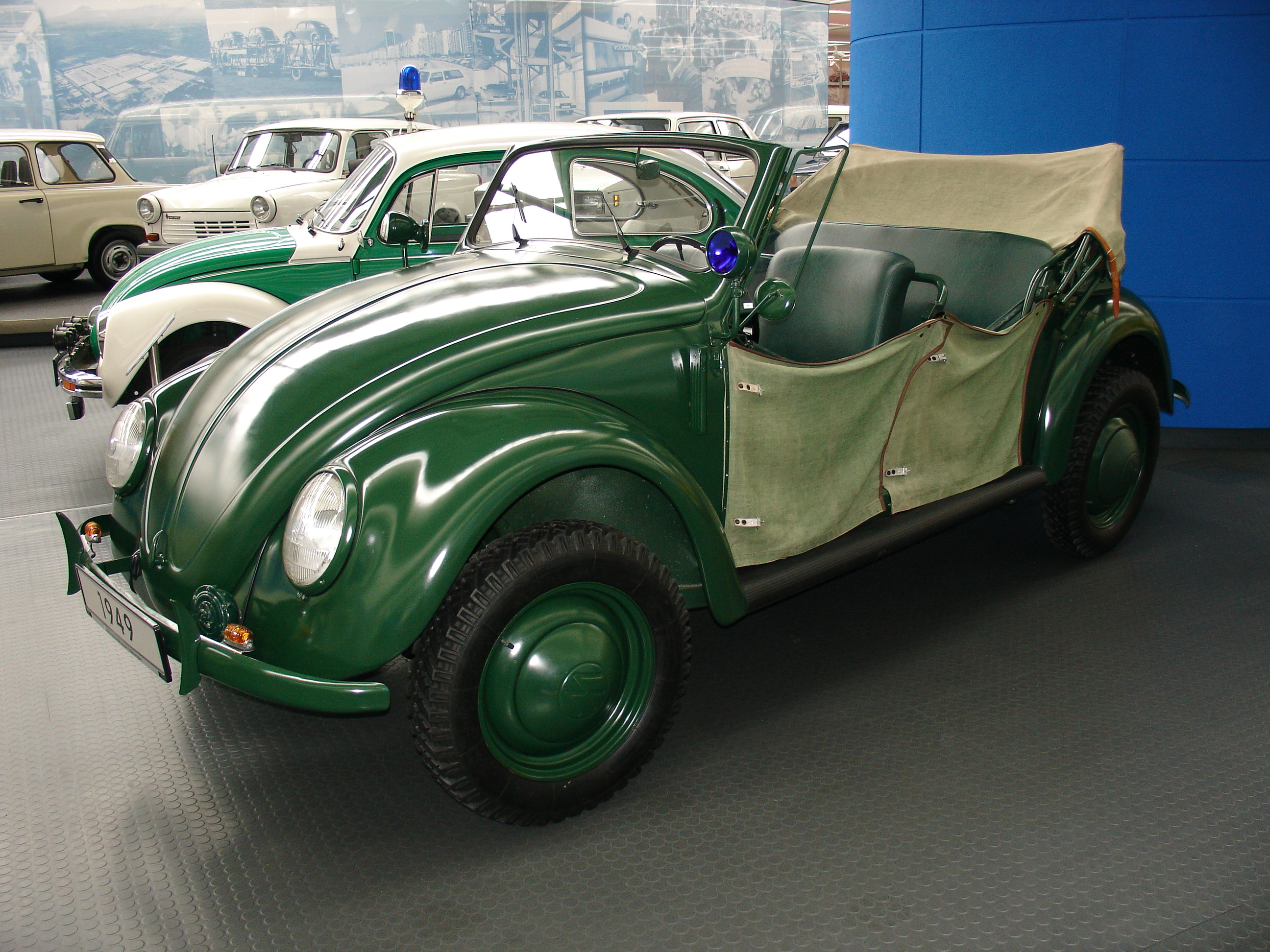
フォルクスワーゲン・タイプ18A（1949年）、ヘプミューラー製（後にパプラー製）の警察用コンバーチブル。
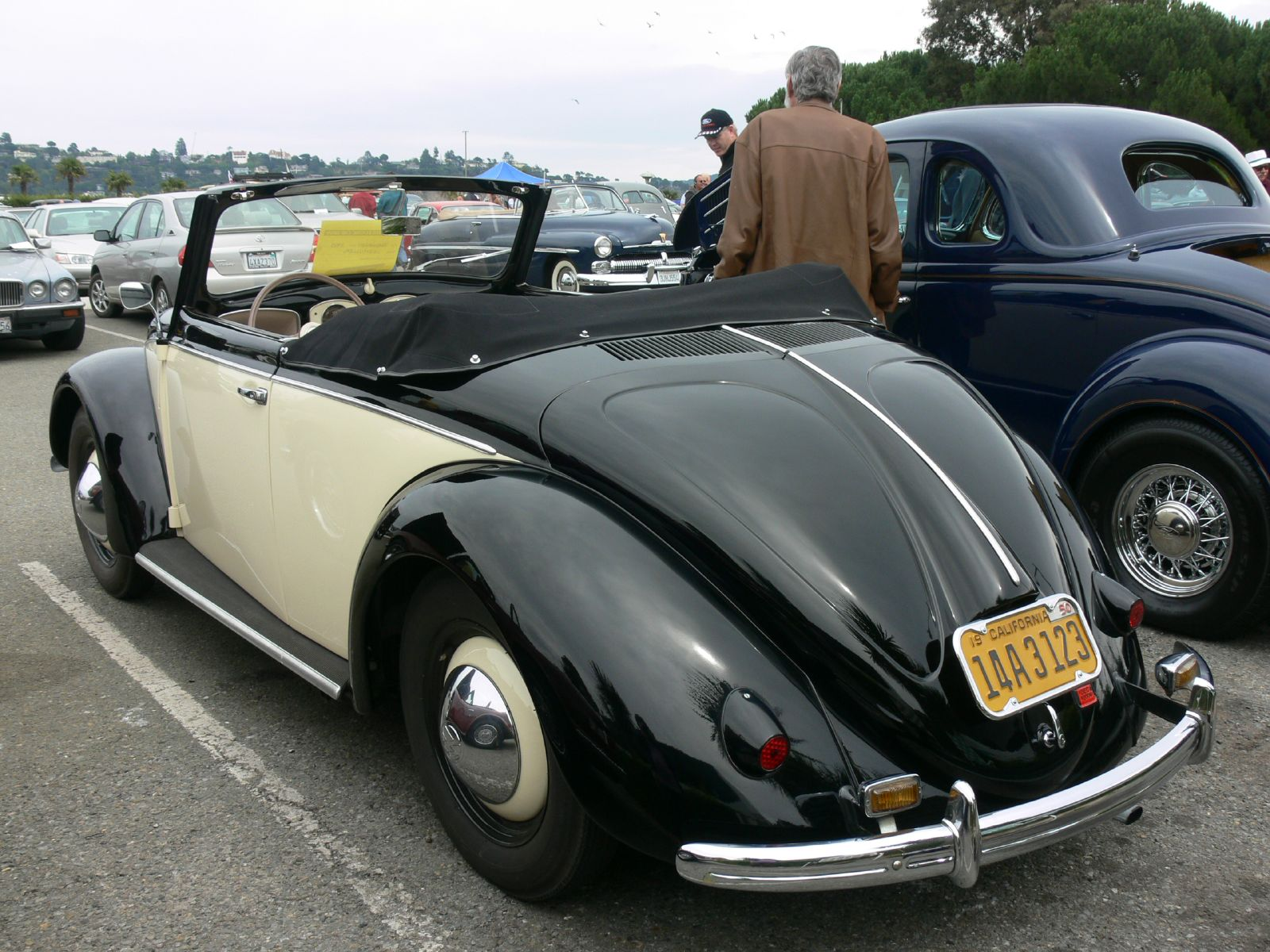
フォルクスワーゲン・タイプ14A（1950年）、ヘプミューラー製2座コンバーチブル。
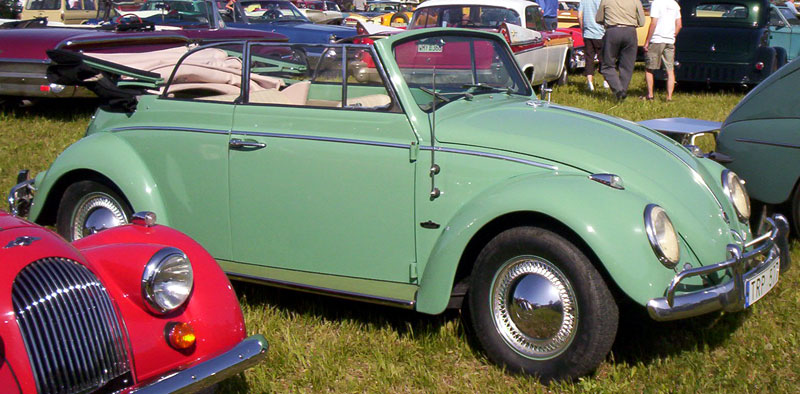
フォルクスワーゲン・タイプ15（1961年）、カルマン製4座コンバーチブル。
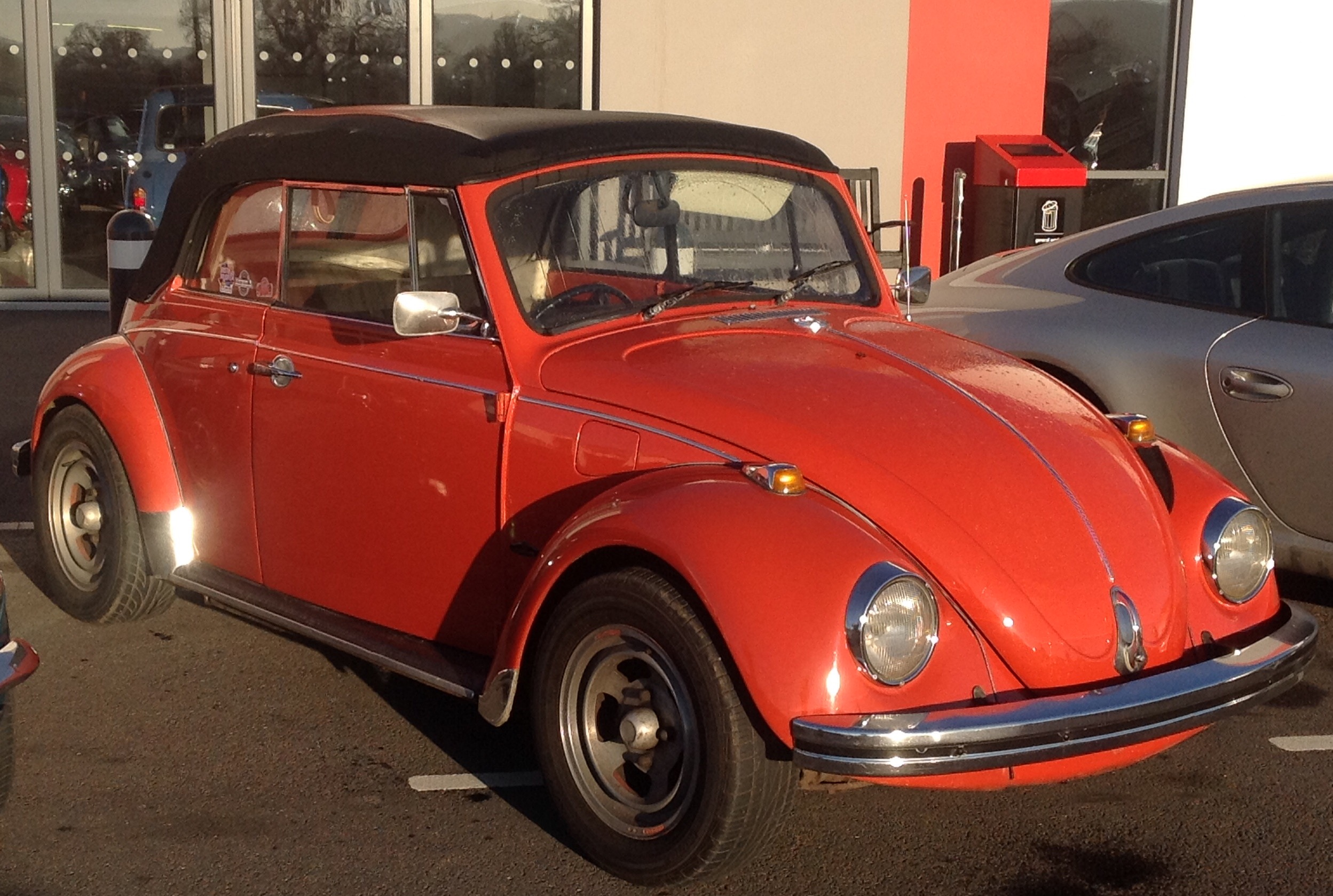
幌を閉じたカルマン製コンバーチブル（1970年）。
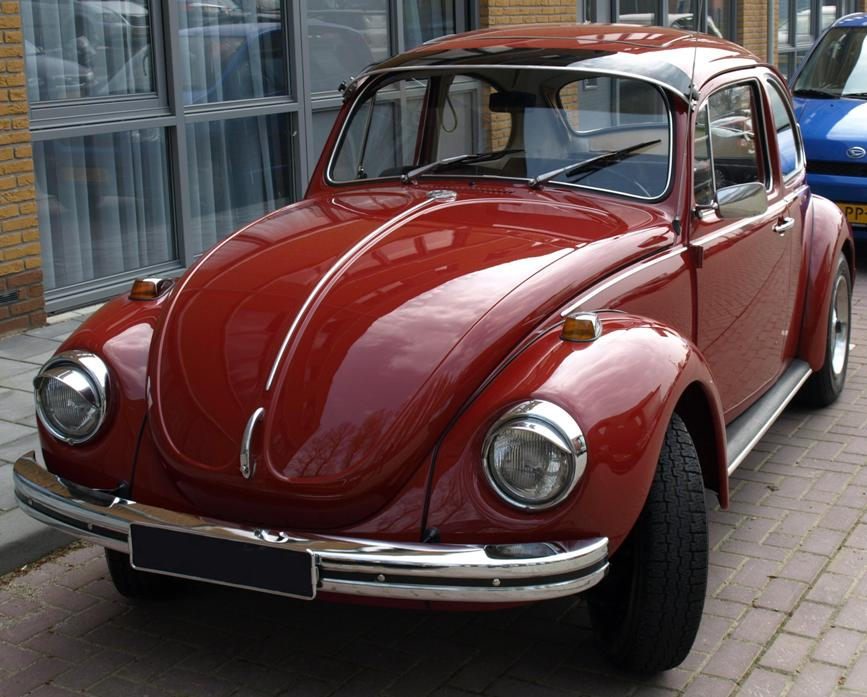
フォルクスワーゲン・1302S（1971年）、前輪サスの形式が変更になりボンネットが膨らんだ。
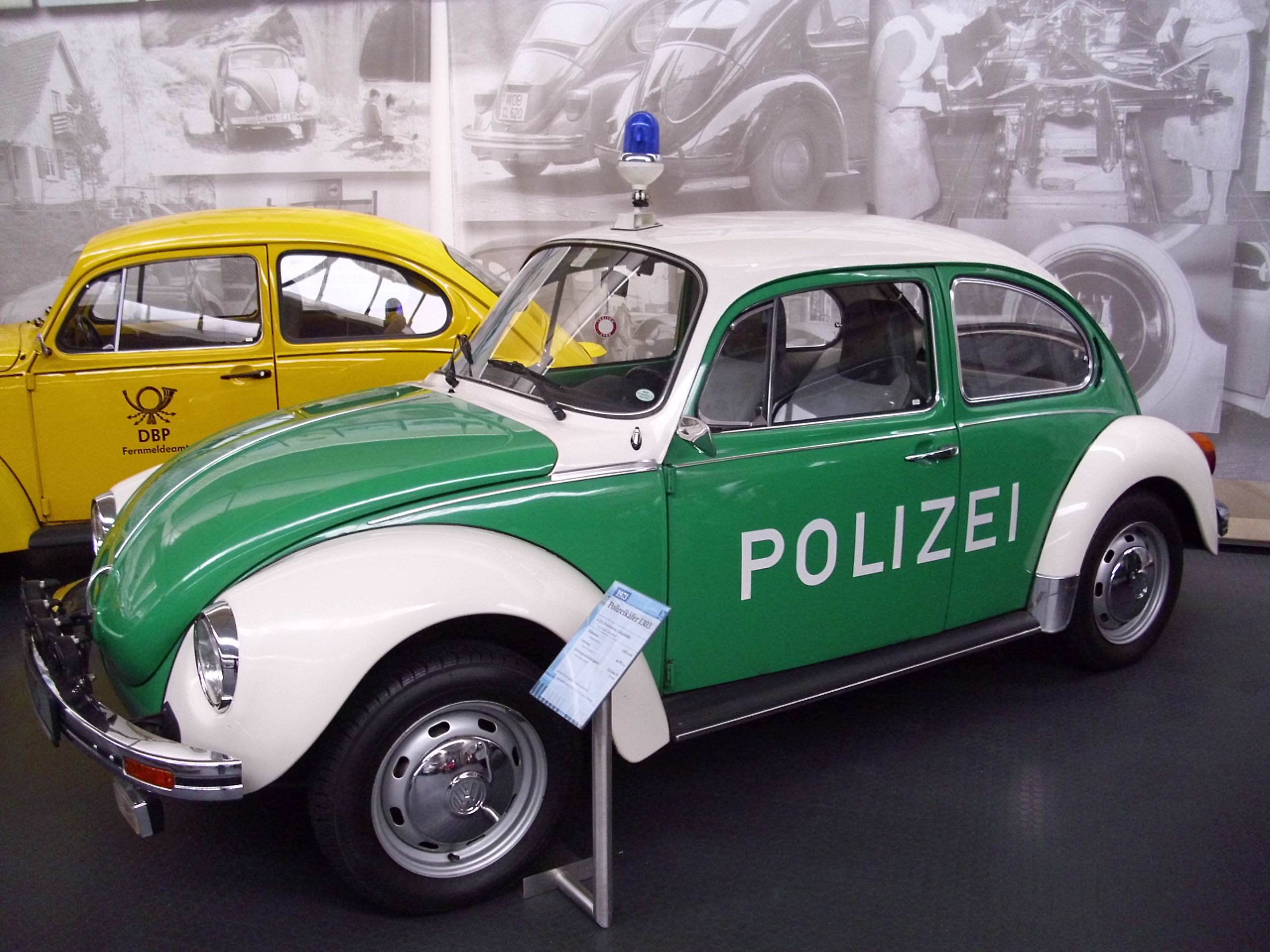
フォルクスワーゲン・1303（1973年）、前面ガラスが曲面ガラスに変更された。
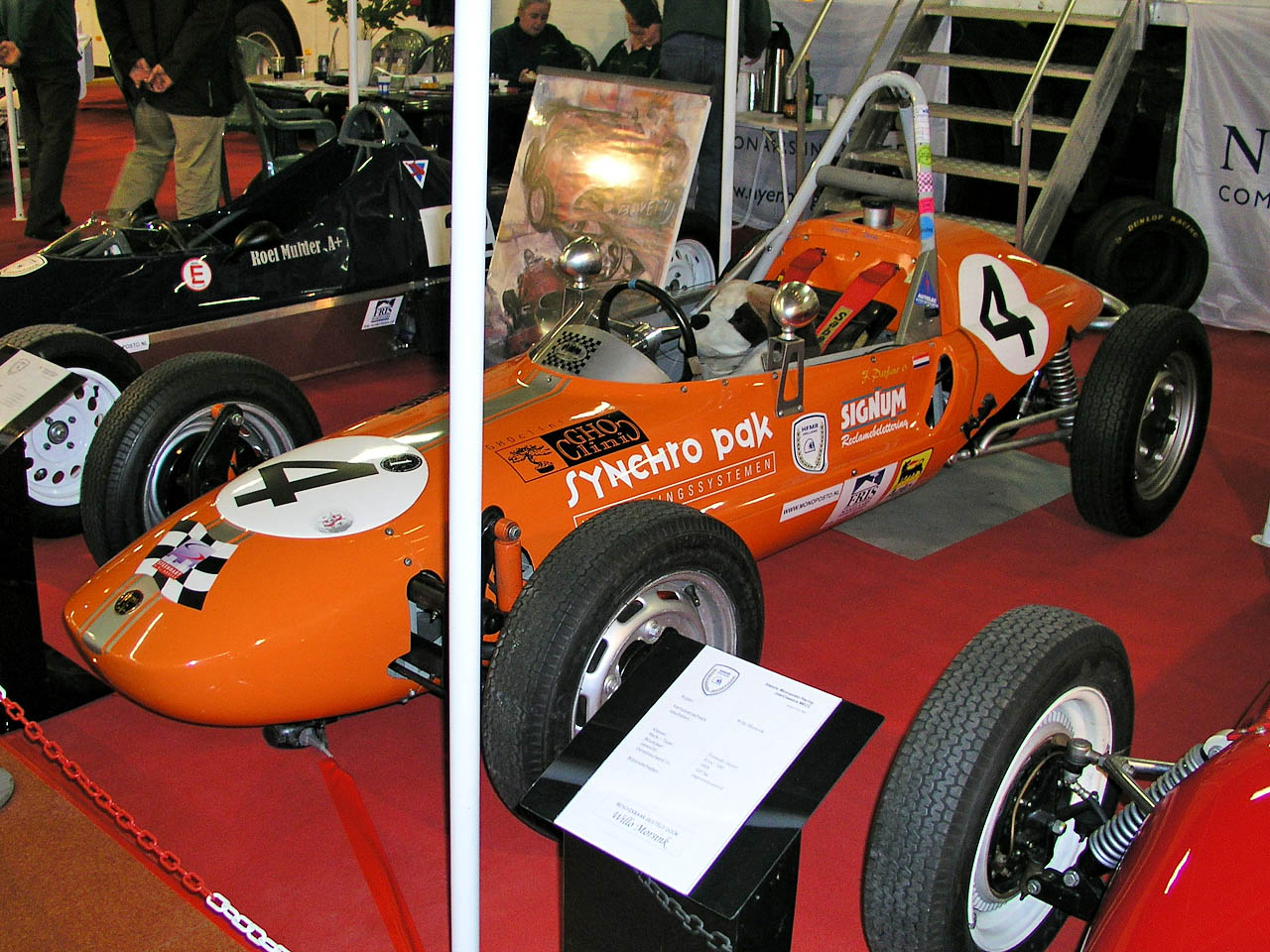
フォーミュラ・Vee（1966年）、ビートルを利用したレースカー
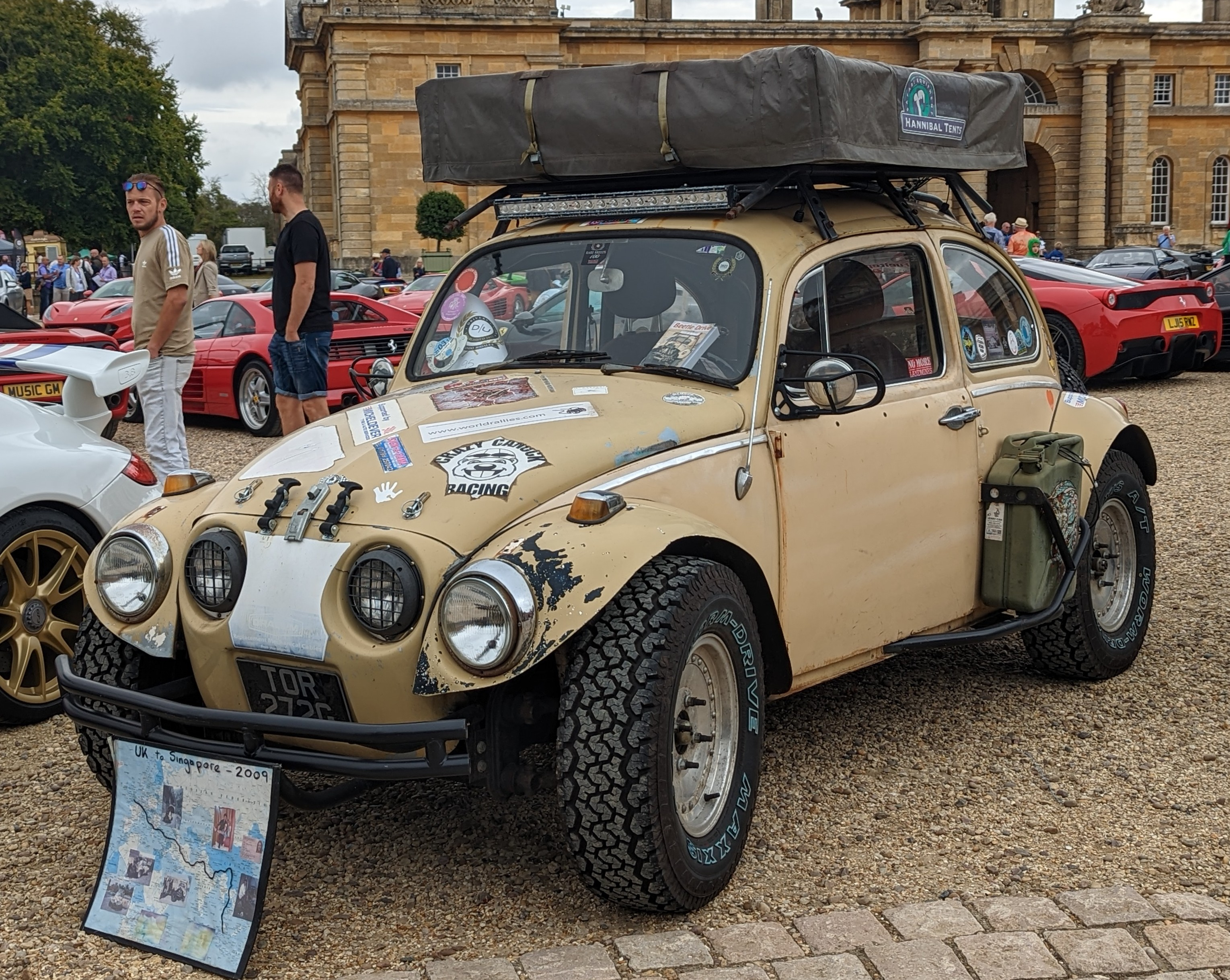
バハ・バグ シャシ、ボディ流用の悪路走破重視であるカスタムカーの部類に入る
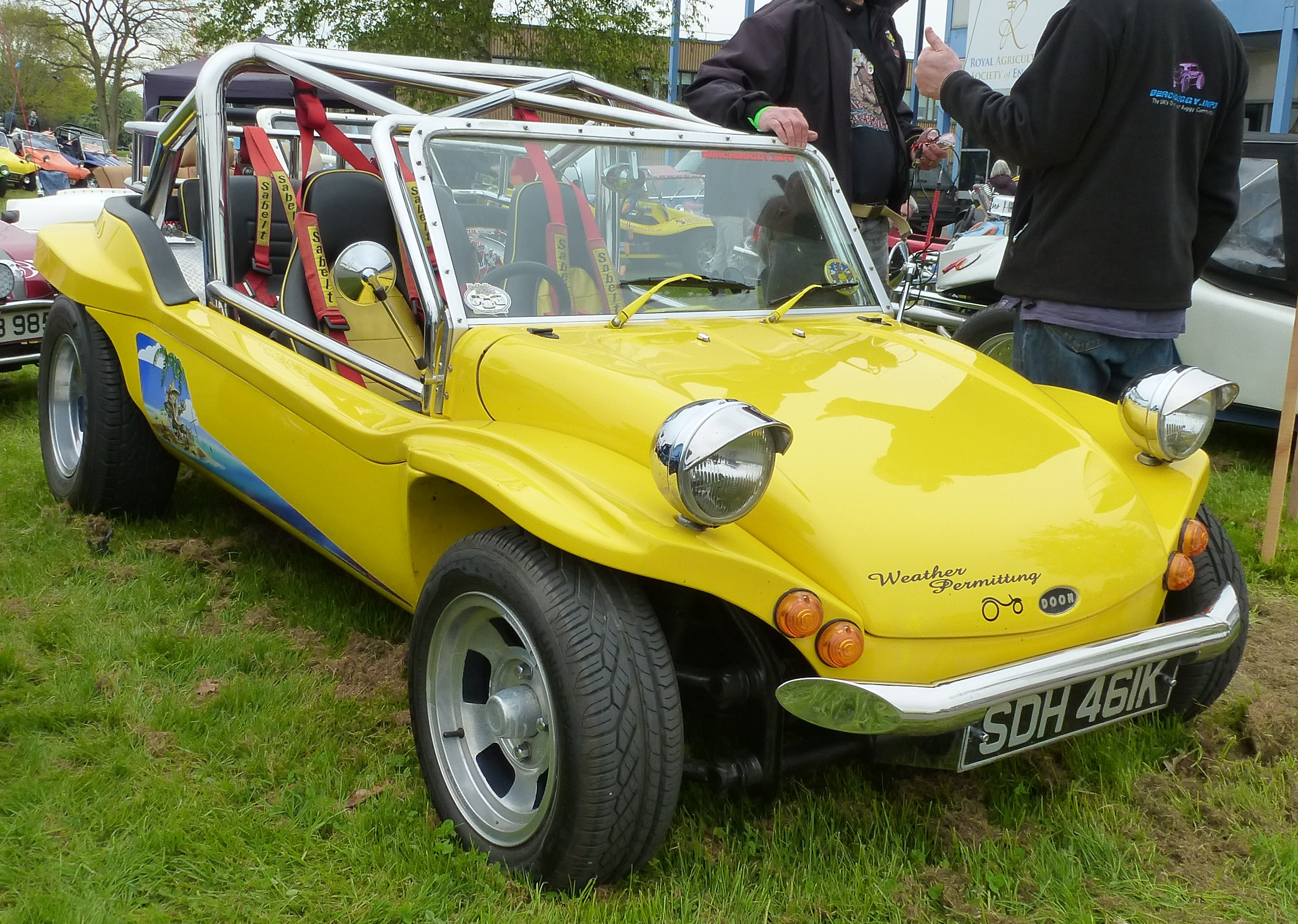
デューン・バギー バハ・バグ同様シャシのみ流用のカスタムカー。

## モータースポーツ

### ラリー競技
第二次世界大戦後の復興で、ラリー競技が各地で再開された時代には、小排気量ながら軽量で、悪路での酷使にも耐えるぬきんでた耐久性（そしてこれを損なわない良好な整備性）によって、しばしば上位入賞する侮れない存在であった。1953年、1954年、1962年と3度も過酷なサファリラリーを制している。
当時は1.2 Lエンジンであったが、1970年代、1303Sとなり1.6 Lエンジン、ポルシェ・914の5速ギヤボックスがおごられると、1973年のアクロポリス・ラリーで優勝したジャン＝ピエール・ニコラの駆るアルピーヌ・A110をトニー・フォールの1303Sが追い回す場面も見受けられ、後にフォールは「登りは非力さを痛感するが、下りはこっちのもの。常にシフトアップが可能なマシンだった」と語っている。

### フォーミュラ・Vee
フォーミュラVeeは1963年に誕生したシリーズで、モータースポーツの歴史において歴史的に数々のカテゴリーが淘汰、再編されていく中で既に50年以上の開催実績を有する最古参の部類に属する黎明期から継続される数少ないカテゴリーの一つでアメリカやヨーロッパで争われた。過去にはエマーソン・フィッティパルディやニキ・ラウダ、ヨッヘン・リントなど多くのF1ワールドチャンピオンを輩出していた。モータースポーツの黎明期において裾野を広げる重要な役割を果たした。

## 派生文化
1970年代後期、「ワーゲン三台見ると、何かいいことが起きる」といった、ワーゲン占いが日本全国の小学生の間で流行した。占いのルールは地域や学校・学年・グループによって様々で、「一日に十台以上見るとよくない」「黒のワーゲンを見たらゼロになる。緑を見た場合は倍にふえる」など様々なルールが作られていた。戦後日本での輸入車としては特に古くから普及し、路上で見かける機会も多かったフォルクスワーゲンならではのエピソードである。
ビクターレコードから「サーフ・ライダーズ」というロックバンドが出したレコード「黄色いワーゲン」は無名グループとしては異例となる、二万枚のセールスを記録した。